# شورش زندان
شورش زندان، سرکشی یا بی‌نظمی هماهنگ توسط گروهی از زندانیان علیه مدیران زندان، افسران زندان یا سایر گروه‌های زندانی است.
شورش زندان‌ها چندان موضوع بحث مطالعات آکادمیک یا تحقیقات پژوهشی نبوده‌است. تحلیل‌هایی که وجود دارند متمایلند تا بر ارتباط بین شرایط زندان (مانند شلوغی بیش از حد زندان) و شورش‌ها رابطه‌ای را متصور شوند، یا دستکم پویایی شورش زندان‌های مدرن را مورد بحث قرار دهند. به‌علاوه، بخش بزرگی از مطالعات آکادمیک بر موارد خاص شورش زندان‌ها متمرکز است. دیگر تحقیقات اخیر به تحلیل و بررسی اعتصابات زندانیان و گزارش‌های مرتبط به اختلاف با کارگران زندانی می‌پردازد.